# Temporada 2017 de TCR Asia Series
La temporada 2017 de TCR Asia Series fue la tercera edición de dicha competición. Comenzó el 12 de marzo en Sepang y finalizó el 7 de octubre en Zhejiang.

## Equipos y pilotos
| Equipo                        | Auto                         | N.º | Pilotos          | C   | Rondas |
| ----------------------------- | ---------------------------- | --- | ---------------- | --- | ------ |
| Liqui Moly Team Engstler      | Volkswagen Golf GTI TCR      | 2   | Kantadhee Kusiri |     | Todas  |
| Liqui Moly Team Engstler      | Volkswagen Golf GTI TCR      | 32  | Diego Moran      |     | Todas  |
| Audi Hong Kong                | Audi RS3 LMS TCR (2017)      | 3   | Shaun Thong      |     | 3-4    |
| Audi Hong Kong                | Audi RS3 LMS TCR (2017)      | 5   | Jasper Thong     | Cup | Todas  |
| Audi Hong Kong                | Audi RS3 LMS TCR (2017)      | 6   | Alex Fong        | Cup | 2      |
| Phoenix Racing Asia           | Audi RS3 LMS TCR (2017)      | 8   | Tong Siu Kau     | Cup | 1-2    |
| Team Thailand                 | Volkswagen Golf GTI TCR      | 9   | Tin Sritrai      |     | 1      |
| Team Thailand                 | Honda Civic Type-R TCR (FK2) | 79  | Tin Sritrai      | 2-6 |        |
| R Engineering                 | Honda Civic Type-R TCR (FK2) | 23  | Abdul Kaathir    | Cup | Todas  |
| R Engineering                 | Honda Civic Type-R TCR (FK2) | 39  | Lai Wee Sing     |     | Todas  |
| Viper Niza Racing             | SEAT León TCR                | 65  | Douglas Khoo     | Cup | Todas  |
| Elegant Racing Team           | SEAT León TCR                | 98  | Eric Kwong       | Cup | Todas  |
| Elegant Racing Team           | SEAT León TCR                | 99  | Alex Liu         | Cup | Todas  |
| Elegant Racing Team           | SEAT León TCR                | 991 | Wong Kiang Kuan  | Cup | 5      |
| Inelegibles para sumar puntos |                              |     |                  |     |        |
| Viper Niza Racing             | SEAT León TCR                | 7   | William O'Brien  |     | 3      |
| Macau David Racing Team       | Volkswagen Golf GTI TCR      | 26  | Filipe de Souza  |     | 2      |
| TianShi Racing Team           | Audi RS3 LMS TCR (2017)      | 66  | Huang Chu Han    |     | 2      |
| TianShi Racing Team           | Audi RS3 LMS TCR (2017)      | 88  | Chen Wei An      |     | 2      |

## Calendario
Inicialmente, el calendario 2017 se anunció con seis eventos el 8 de noviembre de 2016. El 2 de febrero de 2017, fue modificado con el ingreso de los eventos en Zhuhai. El 29 de marzo de 2017, el calendario nuevamente fue modificado con Zhuhai reemplazando la ronda en Tailandia en el Circuito Internacional de Chang, Zhejiang y Shanghái además intercambiaron sus lugares en el calendario. La ronda de Macao fue removida.
| Ronda | Ronda | Circuito                                     | Fecha        | Soporte                                                     |
| ----- | ----- | -------------------------------------------- | ------------ | ----------------------------------------------------------- |
| 1     | 1     | Circuito Internacional de Sepang, Sepang     | 12 de marzo  |                                                             |
| 1     | 2     | Circuito Internacional de Sepang, Sepang     | 12 de marzo  |                                                             |
| 2     | 3     | Circuito Internacional de Zhuhai, Zhuhai     | 23 de abril  |                                                             |
| 2     | 4     | Circuito Internacional de Zhuhai, Zhuhai     | 23 de abril  |                                                             |
| 3     | 5     | Circuito Internacional de Zhuhai, Zhuhai     | 14 de mayo   |                                                             |
| 3     | 6     | Circuito Internacional de Zhuhai, Zhuhai     | 14 de mayo   |                                                             |
| 4     | 7     | Circuito callejero de Bangsaen, Chonburi     | 1 de julio   | TCR Thailand Touring Car Championship                       |
| 4     | 8     | Circuito callejero de Bangsaen, Chonburi     | 2 de julio   | TCR Thailand Touring Car Championship                       |
| 5     | 9     | Circuito Internacional de Shanghái, Shanghái | 26 de agosto | TCR China Touring Car Championship                          |
| 5     | 10    | Circuito Internacional de Shanghái, Shanghái | 27 de agosto | TCR China Touring Car Championship                          |
| 6     | 11    | Circuito Internacional de Zhejiang, Shaoxing | 7 de octubre | TCR China Touring Car Championship TCR International Series |
| 6     | 12    | Circuito Internacional de Zhejiang, Shaoxing | 7 de octubre | TCR China Touring Car Championship TCR International Series |

## Resultados
| Ronda | Ronda | Ronda     | Pole Position    | Vuelta rápida    | Piloto ganador   | Equipo ganador           | Ganador Cup     | Resultados |
| ----- | ----- | --------- | ---------------- | ---------------- | ---------------- | ------------------------ | --------------- | ---------- |
| 1     | 1     | Sepang    | Kantadhee Kusiri | Kantadhee Kusiri | Kantadhee Kusiri | Liqui Moly Team Engstler | Jasper Thong    | Resultados |
| 1     | 2     | Sepang    |                  | Kantadhee Kusiri | Diego Moran      | Liqui Moly Team Engstler | Abdul Kaathir   | Resultados |
| 2     | 3     | Zhuhai I  | Jasper Thong     | Tin Sritrai      | Jasper Thong     | Audi Hong Kong           | Jasper Thong    | Resultados |
| 2     | 4     | Zhuhai I  |                  | Huang Chu Han    | Tin Sritrai      | Team Thailand            | Abdul Kaathir   | Resultados |
| 3     | 5     | Zhuhai II | Kantadhee Kusiri | Shaun Thong      | Abdul Kaathir    | R Engineering            | Abdul Kaathir   | Resultados |
| 3     | 6     | Zhuhai II |                  | Kantadhee Kusiri | Eric Kwong       | Elegant Racing Team      | Eric Kwong      | Resultados |
| 4     | 7     | Bangsaen  | Kantadhee Kusiri | Tin Sritrai      | Tin Sritrai      | Team Thailand            | Eric Kwong      | Resultados |
| 4     | 8     | Bangsaen  |                  | Tin Sritrai      | Tin Sritrai      | Team Thailand            | Alex Liu        | Resultados |
| 5     | 9     | Shanghái  | Kantadhee Kusiri | Kantadhee Kusiri | Kantadhee Kusiri | Liqui Moly Team Engstler | Wong Kiang Kuan | Resultados |
| 5     | 10    | Shanghái  | Kantadhee Kusiri | Kantadhee Kusiri | Kantadhee Kusiri | Liqui Moly Team Engstler | Abdul Kaathir   | Resultados |
| 6     | 11    | Zhejiang  | Kantadhee Kusiri | Kantadhee Kusiri | Kantadhee Kusiri | Liqui Moly Team Engstler | Eric Kwong      | Resultados |
| 6     | 12    | Zhejiang  | Kantadhee Kusiri | Diego Moran      | Tin Sritrai      | Team Thailand            | Abdul Kaathir   | Resultados |

## Puntuaciones
| Pos.          | 1.º           | 2.º           | 3.º           | 4.º           | 5.º           | 6.º           | 7.º           | 8.º           | 9.º           | 10.º          |
| Clasificación | Clasificación | Clasificación | Clasificación | Clasificación | Clasificación | Clasificación | Clasificación | Clasificación | Clasificación | Clasificación |
| ------------- | ------------- | ------------- | ------------- | ------------- | ------------- | ------------- | ------------- | ------------- | ------------- | ------------- |
| Pts.          | 5             | 4             | 3             | 2             | 1             |               |               |               |               |               |
| Carrera       |               |               |               |               |               |               |               |               |               |               |
| Pts.          | 25            | 18            | 15            | 12            | 10            | 8             | 6             | 4             | 2             | 1             |

## Clasificaciones

### Campeonato de Pilotos
| Pos.                                            | Piloto           | SEP  | SEP | ZHU | ZHU | ZHU  | ZHU | BNG† | BNG† | SHA | SHA | ZHE | ZHE | Pts.  |
| ----------------------------------------------- | ---------------- | ---- | --- | --- | --- | ---- | --- | ---- | ---- | --- | --- | --- | --- | ----- |
| 1                                               | Kantadhee Kusiri | 1    | 9   | 23  | 4   | 91   | 6   | Ret1 | 5    | 1   | 1   | 1   | 3   | 188   |
| 2                                               | Tin Sritrai      | 3    | 5   | 54  | 1   | Ret  | Ret | 12   | 1    | 3   | 35  | 4   | 1   | 176,5 |
| 3                                               | Diego Moran      | 2    | 1   | 4   | 8   | 34   | Ret | Ret5 | 2    | 2   | 2   | 5   | 2   | 167   |
| 4                                               | Lai Wee Sing     | 4    | 2   | 82  | 3   | 23   | 4   | 24   | Ret  | 8   | 4   | 6   | Ret | 137   |
| 5                                               | Abdul Kaathir    | 6    | 3   | 65  | 6   | 12   | 7   | Ret  | 6    | 5   | 53  | 3   | 4   | 131   |
| 6                                               | Jasper Thong     | 54   | 4   | 1   | 11  | 4    | Ret | DSQ  | Ret  | 6   | 6   | Ret | 6   | 94    |
| 7                                               | Eric Kwong       | Ret5 | WD  | 10  | 9   | 5    | 1   | 4    | Ret  | Ret | 9   | 2   | 7   | 86    |
| 8                                               | Alex Liu         | 7    | 7   | 9   | Ret | 6    | 2   | Ret  | 3    | WD  | WD  | DSQ | 5   | 61,5  |
| 9                                               | Douglas Khoo     | 9    | 8   | 11  | 10  | 8    | 5   | Ret  | Ret  | 7   | 84  | Ret | 8   | 46    |
| 10                                              | Shaun Thong      |      |     |     |     | Ret5 | 3   | 3    | 4    |     |     |     |     | 40    |
| 11                                              | Wong Kiang Kuan  |      |     |     |     |      |     |      |      | 4   | 7   |     |     | 18    |
| 12                                              | Tong Siu Kau     | 8    | 6   | Ret | Ret |      |     |      |      |     |     |     |     | 12    |
| 13                                              | Alex Fong        |      |     | Ret | 12  |      |     |      |      |     |     |     |     | 2     |
| Pilotos invitados inelegibles para sumar puntos |                  |      |     |     |     |      |     |      |      |     |     |     |     |       |
|                                                 | Filipe de Souza  |      |     | 7   | 2   |      |     |      |      |     |     |     |     |       |
|                                                 | Huang Chu Han    |      |     | 3   | 5   |      |     |      |      |     |     |     |     |       |
|                                                 | Chen Wei An      |      |     | Ret | 7   |      |     |      |      |     |     |     |     |       |
|                                                 | William O'Brien  |      |     |     |     | 7    | Ret |      |      |     |     |     |     |       |
| Pos.                                            | Piloto           | SEP  | SEP | ZHU | ZHU | ZHU  | ZHU | BNG† | BNG† | SHA | SHA | ZHE | ZHE | Pts.  |

| Color     | Resultado                                                               |
| --------- | ----------------------------------------------------------------------- |
| Oro       | Ganador                                                                 |
| Plata     | 2.ª plaza                                                               |
| Bronce    | 3.ª plaza                                                               |
| Verde     | Finalizó en los puntos                                                  |
| Azul      | Finalizó sin puntos                                                     |
| Azul      | NC - No clasificado                                                     |
| Violeta   | Ret - No terminó (Carrera)                                              |
| Rojo      | DNQ - No se clasificó                                                   |
| Negro     | DSQ - Descalificado                                                     |
| Blanco    | DNS - No empezó (carrera)                                               |
| Blanco    | WD - Retirado (fin de semana)                                           |
| Blanco    | C - Carrera cancelada                                                   |
| Sin color | DNP - Inscrito pero no participó                                        |
| Sin color | INJ - Lesionado                                                         |
| Sin color | EX - Excluido                                                           |
| Estado    | Resultado                                                               |
| Negrita   | Pole position                                                           |
| Cursiva   | Vuelta rápida                                                           |
| †         | Abandona, pero clasifica al completar el porcentaje requerido para ello |

#### Cup Driver's
| Pos. | Piloto          | SEP  | SEP | ZHU | ZHU | ZHU | ZHU | BNG† | BNG† | SHA | SHA | ZHE | ZHE | Pts.  |
| ---- | --------------- | ---- | --- | --- | --- | --- | --- | ---- | ---- | --- | --- | --- | --- | ----- |
| 1    | Abdul Kaathir   | 2    | 1   | 2   | 1   | 1   | 4   | Ret2 | 2    | 2   | 1   | 2   | 1   | 227   |
| 2    | Jasper Thong    | 1    | 2   | 1   | 4   | 2   | Ret | DSQ3 | Ret  | 3   | 23  | Ret | 3   | 166   |
| 3    | Eric Kwong      | Ret2 | WD  | 4   | 2   | 3   | 1   | 1    | Ret  | Ret | 54  | 1   | 4   | 148   |
| 4    | Douglas Khoo    | 5    | 5   | 5   | 3   | 53  | 3   | Ret  | Ret  | 4   | 42  | Ret | 5   | 111   |
| 5    | Alex Liu        | 3    | 4   | 3   | Ret | 4   | 2   | Ret1 | 1    | WD  | WD  | DSQ | 2   | 110,5 |
| 6    | Wong Kiang Kuan |      |     |     |     |     |     |      |      | 1   | 35  |     |     | 41    |
| 7    | Tong Siu Kau    | 43   | 3   | Ret | Ret |     |     |      |      |     |     |     |     | 30    |
| 8    | Alex Fong       |      |     | Ret | 5   |     |     |      |      |     |     |     |     | 10    |
| Pos. | Piloto          | SEP  | SEP | ZHU | ZHU | ZHU | ZHU | BNG† | BNG† | SHA | SHA | ZHE | ZHE | Pts.  |

| Color     | Resultado                                                               |
| --------- | ----------------------------------------------------------------------- |
| Oro       | Ganador                                                                 |
| Plata     | 2.ª plaza                                                               |
| Bronce    | 3.ª plaza                                                               |
| Verde     | Finalizó en los puntos                                                  |
| Azul      | Finalizó sin puntos                                                     |
| Azul      | NC - No clasificado                                                     |
| Violeta   | Ret - No terminó (Carrera)                                              |
| Rojo      | DNQ - No se clasificó                                                   |
| Negro     | DSQ - Descalificado                                                     |
| Blanco    | DNS - No empezó (carrera)                                               |
| Blanco    | WD - Retirado (fin de semana)                                           |
| Blanco    | C - Carrera cancelada                                                   |
| Sin color | DNP - Inscrito pero no participó                                        |
| Sin color | INJ - Lesionado                                                         |
| Sin color | EX - Excluido                                                           |
| Estado    | Resultado                                                               |
| Negrita   | Pole position                                                           |
| Cursiva   | Vuelta rápida                                                           |
| †         | Abandona, pero clasifica al completar el porcentaje requerido para ello |

### Campeonato de Equipos
| Pos. | Equipo                   | SEP | SEP | ZHU | ZHU | ZHU | ZHU | BNG† | BNG† | SHA | SHA | ZHE | ZHE | Pts.  |
| ---- | ------------------------ | --- | --- | --- | --- | --- | --- | ---- | ---- | --- | --- | --- | --- | ----- |
| 1    | Liqui Moly Team Engstler | 1   | 1   | 23  | 3   | 31  | 6   | Ret1 | 2    | 1   | 1   | 1   | 2   | 357   |
| 1    | Liqui Moly Team Engstler | 2   | 9   | 3   | 5   | 84  | Ret | Ret5 | 5    | 2   | 2   | 5   | 3   | 357   |
| 2    | R Engineering            | 4   | 2   | 52  | 2   | 12  | 4   | 24   | 6    | 5   | 43  | 3   | 4   | 272   |
| 2    | R Engineering            | 6   | 3   | 65  | 4   | 23  | 7   | Ret  | Ret  | 8   | 5   | 6   | Ret | 272   |
| 3    | Team Thailand            | 3   | 5   | 4   | 1   | Ret | Ret | 12   | 1    | 3   | 35  | 4   | 1   | 176,5 |
| 4    | Elegant Racing Team      | 75  | 7   | 7   | 6   | 5   | 1   | 4    | 3    | 4   | 7   | 2   | 5   | 165,5 |
| 4    | Elegant Racing Team      | Ret | WD  | 8   | Ret | 6   | 2   | Ret  | Ret  | Ret | 9   | DSQ | 7   | 165,5 |
| 5    | Audi Hong Kong           | 54  | 4   | 1   | 8   | 45  | 3   | 3    | 4    | 6   | 6   | Ret | 6   | 136   |
| 5    | Audi Hong Kong           |     |     | Ret | 9   | Ret | Ret | DSQ  | Ret  |     |     |     |     | 136   |
| 6    | Viper Niza Racing        | 9   | 8   | 9   | 7   | 7   | 5   | Ret  | Ret  | 7   | 84  | Ret | 8   | 46    |
| 7    | Phoenix Racing Asia      | 8   | 6   | Ret | Ret |     |     |      |      |     |     |     |     | 12    |
| Pos. | Equipo                   | SEP | SEP | ZHU | ZHU | ZHU | ZHU | BNG† | BNG† | SHA | SHA | ZHE | ZHE | Pts.  |

| Color     | Resultado                                                               |
| --------- | ----------------------------------------------------------------------- |
| Oro       | Ganador                                                                 |
| Plata     | 2.ª plaza                                                               |
| Bronce    | 3.ª plaza                                                               |
| Verde     | Finalizó en los puntos                                                  |
| Azul      | Finalizó sin puntos                                                     |
| Azul      | NC - No clasificado                                                     |
| Violeta   | Ret - No terminó (Carrera)                                              |
| Rojo      | DNQ - No se clasificó                                                   |
| Negro     | DSQ - Descalificado                                                     |
| Blanco    | DNS - No empezó (carrera)                                               |
| Blanco    | WD - Retirado (fin de semana)                                           |
| Blanco    | C - Carrera cancelada                                                   |
| Sin color | DNP - Inscrito pero no participó                                        |
| Sin color | INJ - Lesionado                                                         |
| Sin color | EX - Excluido                                                           |
| Estado    | Resultado                                                               |
| Negrita   | Pole position                                                           |
| Cursiva   | Vuelta rápida                                                           |
| †         | Abandona, pero clasifica al completar el porcentaje requerido para ello |